# Caatingasottyrann
Caatingasottyrann (Knipolegus franciscanus) är en fågel i familjen tyranner inom ordningen tättingar.

## Utbredning och systematik
Fågeln förekommer i östcentrala Brasilien (Minas Gerais och Rio São Francisco i Bahia). Den behandlas som monotypisk, det vill säga att den inte delas in i några underarter.

## Status
IUCN kategoriserar arten som nära hotad.